# Serval
Servalen (latin: Leptailurus serval) er et dyr i kattefamilien. Servalen bliver 60-100 cm lang med en hale på 24-45 cm og vejer 9-18 kg. Den lever i store dele af Afrika.
Servalen jager altid alene og bruger forskellige jagtteknikker til at fange små pattedyr, fugle, firben og insekter. Servalen har store ører så den kan høre svage lyde fra byttet; den slår ofte kløerne i byttet i et elegant spring. Servalen kan springe op til 3 m for at fange en fugl, der flyver forbi. Dens bagben er længere end forbenene; det giver den mere springkraft. Servalens unger forlader deres mor og klarer sig selv når de er 1 år gamle. Servalen kan også jage fisk ved lavvande hvor dens poter kan fange dem ligesom bjørnen.

## Udbredelse
Servalen lever udelukkende på og omkring Afrikas store savanner syd for Sahara. Før i tiden fandtes dyret også længere nordpå i Tunesien og Marokko. Servalen lever hovedsageligt i områder med vand og sletter, men findes til tider i bjergområder og i udkanten af jungler.

## Adfærd
Ligesom de fleste kattedyr er servalen en enlig og nataktiv jæger, der udnytter en veludviklet evne til at snige sig lydløst ind på et bytte og overfalde det.
På en enkelt nat kan servaler bevæge sig så langt som 3-4 kilometer på jagt efter føde.
Begge køn afmærker territorier ved at sprøjte urin på større objekter såsom buske eller klippesten. Konfronteres to rivaler er adfæren ofte enormt aggressiv, kendetegnet ved nedlagte ører, hvæsen og blottede tænder.